# Traer (Iowa)
Pour les articles homonymes, voir Traer.
Traer est une ville du comté de Tama, en Iowa, aux États-Unis. Elle est fondée en 1873  et incorporée le 18 janvier 1875. 

## Source de la traduction
- (en) Cet article est partiellement ou en totalité issu de l’article de Wikipédia en anglais intitulé « Traer, Iowa » (voir la liste des auteurs).